# Justo de Alexandria
Justo de Alexandria foi um patriarca de Alexandria. Seu patriarcado aconteceu entre 118 e 129, o ano de sua morte.
Acredita-se que ele também tenha sido batizado por São Marcos e foi ordenado por Santo Aniano, que teria apontado-o como o primeiro reitor da Escola Catequética de Alexandria.